# Aborto espontáneo
El aborto espontáneo, aborto natural o pérdida es la expulsión de un embrión o feto de manera espontánea, es decir, sin ser provocado por ningún tipo de procedimiento realizado por médicos u otras personas.
Se distingue pues del aborto inducido. El término solo se aplica estrictamente cuando la pérdida se produce hasta la semana 20 del embarazo.
A partir de ese momento, la interrupción del embarazo no se denomina «aborto» sino «parto prematuro».
La OMS (Organización Mundial de la Salud) añade el criterio de que el feto expulsado debe pesar menos de 500 gramos. Sin embargo, hay casos en que con peso menor el feto expulsado puede sobrevivir; si en este caso falleciera con posterioridad, se registra como muerte neonatal.
A su vez, el aborto espontáneo se puede subdividir en temprano (antes de semana 12) y tardío (después de la semana 12 y hasta las 20 semanas de gestación). El aborto espontáneo puede denominarse «huevo muerto», «aborto retenido» o «aborto diferido», cuando el huevo y los restos ovulares del aborto ya ocurrido no se eliminan de manera espontánea.
En estos casos amerita intervención médica para la evacuación de la cavidad uterina de la mujer para evitar complicaciones como la sepsis.
Cuando ocurre una expulsión parcial de los productos de la gestación se denomina «aborto incompleto», y cuando todo se elimina en su totalidad, se denomina «aborto completo».

## Causas
La causa más frecuente son anomalías cromosómicas que impiden el desarrollo del huevo o blastocisto. En pocas ocasiones, estos problemas tienen relación con los genes del padre o de la madre.
En otros casos se debe a anormalidades del tracto reproductivo o a enfermedades sistémicas de la madre (diabetes, nefritis, lupus erimatoso sistémico) o enfermedades infecciosas (mal de Chagas, toxoplasmosis, brucelosis, sífilis, listeriosis, hepatitis B, sida) así como por sucesos traumáticos.
La enfermedad celíaca sin diagnosticar es una causa relativamente frecuente, pero poco conocida, de abortos espontáneos y otros trastornos reproductivos, los cuales pueden ser su única manifestación, sin síntomas digestivos.
Puede ser difícil llegar a saber exactamente por qué se produjo un aborto espontáneo, pero no suele ser causado por algo que hizo la mujer embarazada. Actividades como relaciones sexuales, ejercicio, trabajo y toma de medicamentos no provocan un aborto espontáneo. Las lesiones menores, generalmente, tampoco son la causa de uno. Algunas de las cosas que se sabe que causan un aborto espontáneo incluyen las siguientes:
- Las cromosomopatías son el 80 % de las causas del aborto espontáneo. Además el 80 % de todos los embarazos se pierden como un aborto espontáneo aun sin que la mujer se haya enterado de que estuvo embarazada.
- Que el óvulo fecundado tenga un número anormal de cromosomas (genes). Esto ocurre al azar, de manera que no se puede provocar ni evitar.
- Ciertas enfermedades, como la diabetes grave, pueden aumentar el riesgo de sufrir un aborto espontáneo.
- Una infección muy seria o una lesión mayor pueden causar un aborto espontáneo.
- Uso y abuso de drogas como el tabaco y la cocaína, ya que producen funcionamiento anormal del endotelio vascular lo cual es clave durante la implantación.
- Los abortos espontáneos tardíos —después de los tres meses— pueden ocurrir por anomalías en el útero.
- Si se han tenido más de dos abortos espontáneos seguidos, es muy probable que se tenga otro.[7]

## Clasificación
Sus formas clínicas son:
- Amenaza de aborto: su síntoma principal es el dolor en bajo vientre, puede existir sangrado leve o no, no hay modificaciones cervicales ni salida de líquido amniótico.
- Aborto inminente: es la exacerbación de los síntomas de la amenaza de aborto, se exacerba el sangrado o aparece, pero no hay modificaciones del cuello uterino ni salida de líquido amniótico.
- Aborto inevitable: Ya hay modificaciones irreversibles del cuello uterino, se puede evidenciar salida de líquido amniótico y el sangrado se ha intensificado al punto de poner en peligro la vida de la mujer.
- Aborto incompleto: caracterizado por la expulsión parcial del contenido uterino y la persistencia de la hemorragia transvaginal procedente del útero.
- Aborto completo: con expulsión total de los tejidos del feto, el alivio de los síntomas, cierre del orificio interno del cuello uterino e involución fisiológica progresiva del útero.
- Aborto retenido: se produce la muerte del embrión o feto, pero se retiene por un tiempo prolongado dentro del cuerpo de la madre. Suelen descubrirse durante los controles prenatales, notándose en la curva de crecimiento uterino la detención de esta y la ausencia de movimientos y latidos fetales.
- Aborto séptico: Se trata de una complicación del aborto. Se produce una infección puerperal en la cavidad uterina; debido a retención de restos de membranas o restos ovulares que luego se infectaron o por mala aplicación de asepsia y antisepsia en la atención obstétrica dada durante el aborto espontáneo. Se asocia también a otros factores de riesgo infecciosos durante la etapa prenatal como antecedentes de corioamnionitis, infecciones urinarias, vaginosis bacterianas u otras infecciones. Es extremadamente peligroso y potencialmente letal ya que puede desarrollar rápidamente shock séptico si no es atendido de inmediato.
- Aborto recurrente: se han producido dos o más abortos espontáneos previos consecutivos o más de dos alternos con embarazos de éxito.

## Frecuencia
Se estima que uno de cada cinco embarazos detectados terminan por aborto espontáneo en las primeras semanas y en la mayor parte de los casos la madre no llega a enterarse. La cifra aumenta a más del 30% en estudios de mujeres embarazadas cuyos niveles de la hormona gonadotropina coriónica humana ha descendido después de haber confirmado el embarazo.
Entre las mujeres que tienen conocimiento de estar embarazadas, pocas de ellas sufrirán un aborto espontáneo.
Entre los factores de riesgo comprobados están las edades menores a 15 años y mayores a 35 años, las enfermedades sistémicas y la ocurrencia previa repetida de abortos espontáneos, además de factores conductuales o exógenos como la drogadicción o el alcoholismo, el estrés materno, abuso sexual, el maltrato físico y psicológico, bajos niveles socioeconómicos o la exposición a toxinas ambientales.
Cuando una mujer aborta espontáneamente en tres o más ocasiones de forma consecutiva, se llama aborto recurrente. Las causas pueden ser genéticas en un 50% de los casos, el síndrome antifosfolípido en el 15% y otros motivos como alteraciones uterinas y trombofilias.

## Síntomas y signos
Los síntomas — es decir, signos percibidos por la propia paciente — más frecuentes son el dolor abdominal de tipo cólico o en bajo vientre; la hemorragia vaginal o la emisión de materia sólida tisular o de coágulos por la vagina. Por otra parte debe saberse distinguir de los síntomas de embarazo incipiente. Siempre debe ser evaluado por un médico.
Existen signos médicos que pueden permitir al especialista detectar una situación de riesgo de aborto.

## Tratamiento
Una vez observados signos de riesgo la recomendación suele ser de restringir ciertas formas de actividad o incluso un reposo completo. Igualmente suele recomendarse en esos casos la abstinencia sexual. Sin embargo, hay estudios que dicen que el reposo no tiene efectos beneficiosos y que debería dejarse a elección de la paciente, es decir, un reposo relativo. El tratamiento debe ser indicado por un médico, la paciente no debe quedarse en casa a esperar que el cuadro clínico desaparezca solo ya que podría ser letal. El objetivo del tratamiento es evitar el shock hemorrágico, la sepsis o el shock séptico.
- Aborto espontáneo: el médico hará estudios para identificar la causa y tratarla, mantendrá a la paciente en reposo relativo en espera de la desaparición de los síntomas a medida que la causa sea neutralizada. Una causa puede ser por ejemplo, una infección urinaria grave.
- Aborto inminente, inevitable, incompleto: el tratamiento es definitivamente la evacuación inmediata del útero a través de una aspiración manual endouterina (AMEU) preferiblemente, de no contar con este se usa legrado uterino instrumentado (LUI) o si no se puede realizar ninguno de esos procedimientos; fármacos uterotónicos, los cuales son, según el orden de preferencia, oxitocina como primera opción, o si no misoprostol como segunda opción. Debe ser manejado estrictamente en hospital ya que podría requerir transfusiones e incluso, en situaciones extremas, histerectomía.
- Aborto diferido o huevo muerto retenido: el tratamiento definitivamente es la evacuación de la cavidad uterina, pero en este caso primero con misoprostol y luego, si persisten restos retenidos verificados por ecografía transvaginal, se realizará una aspiración manual endouterina o un legrado uterino instrumentado.
- Aborto séptico: El tratamiento es inicio inmediato de antibióticos y la evacuación de la cavidad uterina con aspiración manual endouterina de forma inmediata, solo en caso de no poder realizarse este, se usará oxitocina o misoprostol y luego se verificará con ecografía transvaginal si hay persistencia de restos ovulares en cuyo caso se hará aspiración manual endouterina. El material extraído deberá ser llevado a estudios bacteriológicos e histopatológicos.

## Prevención
Las posibilidades de aborto espontáneo pueden limitarse mucho con una atención especial por parte de la madre y una vigilancia médica acentuada, especialmente si dependen de limitaciones físicas de la madre. El riesgo asociado a enfermedades sistémicas se combate tratándolas antes del eventual embarazo y vigilando el estado de la madre durante este.